# 盧特鎮區 (密蘇里州奧德雷恩縣)
盧特鎮區（英語：Loutre Township）是位於美國密蘇里州奧德雷恩縣的一個行政鎮區。

## 地方資料
盧特鎮區的面積為145.57平方千米，當中陸地面積為144.73平方千米，而水域面積為0.84平方千米。根據2020年美國人口普查的數據，當地共有人口1036人，而人口密度為每平方千米7.12人。